# Бродгед (Кентуккі)
Бродгед (англ. Brodhead) — місто (англ. city) в США, в окрузі Роккасл штату Кентуккі. Населення — 1117 осіб (2020).

## Географія
Бродгед розташований за координатами 37°24′24″ пн. ш. 84°25′0″ зх. д. / 37.40667° пн. ш. 84.41667° зх. д. (37.406538, -84.416616).  За даними Бюро перепису населення США в 2010 році місто мало площу 4,56 км², з яких 4,52 км² — суходіл та 0,04 км² — водойми.

## Демографія
Згідно з переписом 2010 року, у місті мешкало 1211 особа в 480 домогосподарствах у складі 310 родин. Густота населення становила 265 осіб/км².  Було 544 помешкання (119/км²).
Расовий склад населення:
| - 98,0 % — білих - 0,2 % — корінних американців - 0,2 % — азіатів - 0,1 % — чорних або афроамериканців |

До двох чи більше рас належало 1,2 %. Частка іспаномовних становила 1,0 % від усіх жителів.
За віковим діапазоном населення розподілялося таким чином: 23,4 % — особи молодші 18 років, 56,4 % — особи у віці 18—64 років, 20,2 % — особи у віці 65 років та старші. Медіана віку мешканця становила 41,6 року. На 100 осіб жіночої статі у місті припадало 91,6 чоловіків;  на 100 жінок у віці від 18 років та старших — 86,3 чоловіків також старших 18 років.
Середній дохід на одне домашнє господарство  становив 29 063 долари США (медіана — 20 379), а середній дохід на одну сім'ю — 34 097 доларів (медіана — 22 163). Медіана доходів становила 29 044 долари для чоловіків та 35 417 доларів для жінок. За межею бідності перебувало 41,1 % осіб, у тому числі 44,1 % дітей у віці до 18 років та 38,5 % осіб у віці 65 років та старших.
Цивільне працевлаштоване населення становило 360 осіб. Основні галузі зайнятості: освіта, охорона здоров'я та соціальна допомога — 25,8 %, виробництво — 13,9 %, роздрібна торгівля — 8,9 %, науковці, спеціалісти, менеджери — 8,9 %.